# Jean-Christophe Mitterrand
Pour les autres membres de la famille, voir Famille  Mitterrand.
Jean-Christophe Mitterrand, né le 19 décembre 1946 à Boulogne-Billancourt, est un journaliste, consultant international et homme  d'affaires français. Il a été impliqué dans les réseaux de la Françafrique.

## Biographie

### Jeunesse et études
Jean-Christophe Mitterrand est le fils aîné de François Mitterrand et Danielle Gouze. Il  a deux frères : Pascal, décédé en bas âge, et Gilbert Mitterrand, né en 1949. Il a aussi une demi-sœur, Mazarine Pingeot, née en 1974.
Il épouse le 12 avril 1975 à Château-Chinon, Élisabeth Dupuy (dite Minouche), fille de la députée Lydie Dupuy, dont il divorcera, et a un fils, Adrien, né en 1983, réalisateur et enseignant. Il se remarie le 17 juillet 2006 à Romorantin-Lanthenay avec Francesca Brenda, artiste peintre d'origine franco-colombienne.
Si François Mitterrand souhaite que Jean-Christophe étudie à l'Institut d'études politiques de Paris, Jean-Christophe préfère effectuer de courtes études à l'université Paris VIII Vincennes, où il reste peu de temps pour partir voyager.

### Carrière
Durant les années scolaires 1970-1971 et 1971-1972, il était enseignant en Algérie plus précisément à Eloued. En 1970, Jean-Christophe Mitterrand passe six mois au kibboutz Kfar Hanassi, dans le nord d'Israël où il travaille à la cueillette des pamplemousses, déclarant aux journalistes lors de son arrivée à Haïfa que son père soutient le peuple d'Israël et qu'il est hostile à son embargo.
De 1973 à 1982, il est journaliste pour l'Agence France-Presse (AFP) en Afrique de l'Ouest.
De 1983 à 1986, il est adjoint de Guy Penne, conseiller pour les Affaires africaines à l'Élysée. Il prend part aux réseaux de Charles Pasqua, impliqués dans la Françafrique, soupçonnés de corruption.
De 1986 à 1992, Jean-Christophe Mitterrand succède à Penne comme conseiller pour les Affaires africaines au cabinet présidentiel de son père. Il est affublé par Le Canard enchaîné du surnom de Papamadit (« Papa m'a dit »), en raison de sa manière de gérer ses relations avec les autorités africaines.
Il est ensuite employé de la Compagnie générale des eaux de 1992 à octobre 1995, puis licencié quelques mois après le départ de son père de l'Élysée.
Jean-Christophe Mitterrand s'est mis depuis à son compte en qualité de consultant international et homme d'affaires.

## Affaires judiciaires

### Affaire des ventes d'armes à l'Angola
En 1993 et 1994, Jean-Christophe Mitterrand est mis en examen par la justice française dans le cadre de l'affaire des ventes d'armes à l'Angola. Il est suspecté d'avoir mis ses relations politiques au service de Pierre Falcone pour vendre des armes russes au gouvernement angolais du président José Eduardo dos Santos. Il sera relaxé de cette accusation par la cour en octobre 2009.
Le 22 décembre 2000, Jean-Christophe Mitterrand est écroué à la prison de la Santé par le juge Philippe Courroye pour complicité de trafic d'armes, trafic d'influence par une personne investie d'une mission de service public, recel d'abus de biens sociaux, recel d'abus de confiance et trafic d'influence aggravé. Il est suspecté d'avoir reçu illégalement d'importantes sommes d'argent pour faciliter la vente d'armes en 1993 et 1994 au gouvernement angolais. Il reconnaît avoir perçu une rémunération de 1,8 million de dollars (13 millions de francs) de la Brenco sur un compte en Suisse, mais nie toute participation à un trafic d'armes.
Le 11 janvier 2001, il est libéré contre une caution de 770 000 euros (5 millions de francs), que sa mère Danielle Mitterrand s'est chargée de réunir « auprès de la famille et auprès d'amis » en qualifiant la somme de « rançon déshonorante ».
La procédure ayant été annulée par manque de plainte du ministre de la Défense, seul habilité à saisir la justice, Jean-Christophe Mitterrand est remis en examen le 4 juillet 2001, pour complicité de trafic d'armes par les juges Philippe Courroye et Isabelle Prévost-Desprez à la suite de la plainte effective déposée en janvier par le ministre de la Défense socialiste Alain Richard.

### Recel d'abus de biens sociaux
Le 17 octobre 2001, il est de nouveau mis en examen pour recel d'abus de biens sociaux par le juge Courroye. Il est accusé d'avoir bénéficié d'un virement de 300 000 dollars effectué par la Brenco, correspondant, selon son avocat, à des « prestations de conseil à M. Falcone ». La veille, il avait déposé une plainte pour faux en écriture publique contre le juge Courroye, concernant une ordonnance rédigée en juillet 2000 par le magistrat.
En 2004, selon une expertise financière remise en mai au juge Philippe Courroye chargé de l'affaire, 2,2 millions d'euros (14,3 millions de francs) ont été virés par Pierre Falcone sur un compte suisse appartenant à Jean-Christophe Mitterrand qui en a retiré 1,7 million d'euros (11,5 millions de francs) en espèces pour les transférer sur celui de sa société de pêcherie d'Iwik Investissement en Mauritanie. Il a déclaré avoir été consultant auprès de Pierre Falcone, mais, concluent les auteurs du rapport, n'a pu expliquer la nature exacte des missions qui lui étaient confiées et qui pourraient justifier des rémunérations d'une telle importance.
D'autre part, le 13 janvier 2006, la 9e chambre de la cour d'appel de Paris confirme le jugement de la 11e chambre du tribunal correctionnel de Paris et le 27 octobre 2006, la Cour de cassation a rejeté son pourvoi confirmant sa condamnation pour fraude fiscale à 30 mois de prison avec sursis et 600 000 euros d'amende pour fraude fiscale.
Jean-Christophe Mitterrand fait partie des 42 prévenus du procès dit de l'Angolagate, ouvert au tribunal correctionnel de Paris le 6 octobre 2008. Le 27 octobre 2009, il est condamné à deux ans de prison avec sursis et 375 000 euros d'amende pour recel d'abus de biens sociaux dans le cadre du procès de l'Angolagate.

## Publications
- Mémoire meurtrie, Paris, Éditions Plon, 2001, 216 p. (ISBN 978-2-259-19498-3)
- Jean-Christophe Mitterrand, le fils d'à côté, Sainte-Marguerite sur Mer, France, Éditions des Équateurs, 2010

## Décorations
- Officier de l'ordre du Mono (1981)[10]